# Михаил Прушанин
Михаил (Миша) Прушанин (или Прашинич) — «муж честен из Прусс», живший якобы в начале XIII века, родоначальник ряда русских родов.
По родословным сказкам XVII века, будто бы прибыл с многочисленной свитой «от немец из Пруские земли» в Новгород к великому князю Александру Невскому служить под его знаменами против шведов и лифляндцев. Скончался в Новгороде и похоронен в церкви Святого архангела Михаила, на Прусской улице.
По мнению историка С. Б. Веселовского, Михаил имел новгородское происхождение.
Участвовал в Невской битве в 1240 году (по другой версии, в ней участвовал его сын).
- Терентий, боярин князя Александра Невского
  - Михаил Терентиевич
    - Семён Михайлович
      - Иван Семёнович Мороз, боярин, родоначальник Морозовых, Шеиных, Салтыковых, Скрябиных, Тучковых[5].
      - Василий Семёнович Туша, родоначальник Чоглоковых, Шустовых, Шестовых, Жестовых, Филимоновых, Русалкиных[5].

    -  Елизар Михайлович, родоначальник Вешняковых, Кузьминых, Бурцевых, Боландиных[5].